# Peter Bergmann
Pour les articles homonymes, voir Bergmann.
Peter Gabriel Bergmann (24 mars 1915 - 19 octobre 2002) est un physicien germano-américain surtout connu pour son travail avec Albert Einstein sur une théorie unifiée du champ englobant toutes les interactions physiques. Il a également introduit des contraintes primaires et secondaires en mécanique.

## Jeunesse et éducation
Bergmann est né dans une famille juive, fils de Max Bergmann, professeur de biochimie et Emmy Bergmann (de), pédiatre à Berlin. Son père est plus tard professeur de chimie au Rockefeller Institute for Medical Research,. Il entre à l'université en 1931, à l'âge de 16 ans, à la Technische Hochschule (aujourd'hui Université technique de Dresde) sous le mentorat de Harry Dember. Bergmann obtient son doctorat à l'âge de 21 ans de l'Université allemande de Prague en 1936 sous la direction de Philipp Frank.
La famille de Bergmann se disperse dans le monde entier pendant le Troisième Reich ; sa sœur Clara reste et meurt finalement à Auschwitz.

## Carrière
L'association de Bergmann avec Einstein commence à son insu en 1933, lorsque sa mère envoie une lettre à Einstein, qui se trouve alors en Belgique pour se cacher des nazis. Bergmann recontacte Einstein en 1935 et arrive aux États-Unis en 1936. Il travaille avec Einstein, en tant qu'assistant de recherche, à l'Institute for Advanced Study d'octobre 1936 à juin 1941.
Après l'assistanat à Princeton, Bergmann enseigne au Black Mountain College et à la Lehigh University (1941-1944). De 1944 à 1947, il est engagé dans des recherches de guerre sur les sons sous-marins à l'Université Columbia et à la Woods Hole Oceanographic Institution.
Bergmann est professeur à l'Université de Syracuse de 1947 à 1982, où il encadre 32 doctorants dont Joel Lebowitz, Pantur Silaban, John Boardman, Ezra Ted Newman et Rainer Sachs.
En 1947, aucun département de physique aux États-Unis ne disposait d'un centre de recherche en relativité générale. À Syracuse, Bergmann établit l'un des premiers centres de recherche consacrés à l'étude de la théorie de la relativité générale afin de la concilier avec la théorie quantique. Un article de 1949 Physical Review du programme de Bergmann contient les idées clés de la relativité générale canonique non perturbative. Pour le reste de sa carrière, il oriente ses recherches sur ces concepts. Il s'intéresse à l'interprétation de la covariance générale et lance la recherche d'observables dont les relations de commutation sont nécessaires à la quantification réussie de la gravité. Bergmann et ses étudiants sont les principaux contributeurs à la littérature de la relativité générale jusqu'au milieu des années 1950. Vingt ans plus tard, il y a plus d'une douzaine de centres de recherche sur la relativité générale et maintenant c'est dans le courant dominant de la recherche actuelle en physique,,.
Outre ces recherches, il promeut également la discussion sur le concept de température en mécanique statistique relativiste.
Quand Edward P. Tryon publie en 1973 un article dans Nature intitulé "L'univers est-il une fluctuation du vide ?", Tryon mentionne comment il a appris de Bergmann comment notre univers aurait pu commencer avec une énergie nulle et ne pas contredire la loi de conservation de l'énergie parce que l'énergie de masse est positive et l'énergie gravitationnelle est négative et qu'elles s'annulent et donc notre univers pourrait alors commencer avec zéro énergie.
Après sa retraite de Syracuse, il reçoit un bureau à l'Université de New York où il travaille avec son ami proche, le physicien Engelbert Schucking jusqu'en 1999,.
Bergmann a un Nombre d'Erdős de 2 (via Ernst G. Straus à Paul Erdős).

## Ouvrages
En 1942, Bergmann publie le premier manuel de relativité générale, Introduction à la théorie de la relativité, avec une préface d'Einstein. La deuxième édition de ce livre est publiée par Dover Publications en 1976.
Il écrit aussi :
- L'énigme de la gravitation, Dover Publications, (OCLC 877774504), 1993
- Théories fondamentales de la physique, Prentice Hall, (OCLC 534657), 1951
- Albert Einstein: son influence sur la physique, la philosophie et la politique avec Peter C. Aichelburg et Roman Ulrich Sexl, Vieweg, (OCLC 1164841488) 1979.

## Prix
Bergmann reçoit à titre posthume le premier prix Einstein en 2003 avec John Wheeler pour "des recherches pionnières en relativité générale, notamment le rayonnement gravitationnel, les trous noirs, les singularités de l'espace-temps et les symétries dans les équations d'Einstein, et pour le leadership et l'inspiration de générations de chercheurs en général relativité". Il a appris qu'il avait remporté le prix peu de temps avant sa mort.